# Trichoglottis lobifera
Trichoglottis lobifera är en orkidéart som beskrevs av Johannes Jacobus Smith. Trichoglottis lobifera ingår i släktet Trichoglottis och familjen orkidéer. Inga underarter finns listade i Catalogue of Life.